# 시스터 액트 2
《시스터 액트 2》(영어: Sister Act 2: Back in the Habit)은 1993년에 개봉한 시스터 액트의 속편이다.

## KBS 성우진 (1997년 2월 8일)
- 성선녀 - 들러리스 밴 카티어(우피 골드버그)
- 이선영 - 원장수녀(매기 스미스)
- 박은숙 - 로버트 수녀(웬디 매케나)
- 유강진 - 이사장(제임스 코번)
- 김정경 - 모리스 신부(버나드 휴즈)
- 황정란 - 라자러스 수녀(메리 위크스)
- 김정희
- 김준
- 장승길 - 토마스 신부/학교 이사
- 김익태
- 차명화
- 한호웅
- 구자형
- 오인성
- 이선